# Jidvei
Jidvei (veraltet Jidveiu; deutsch Seiden oder Sögden, ungarisch Zsidve) ist eine rumänische Gemeinde im Kreis Alba in der Region Siebenbürgen.

## Geographische Lage

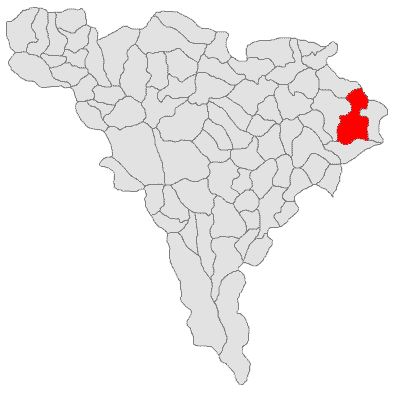
Lage der Gemeinde Jidvei im Kreis Alba

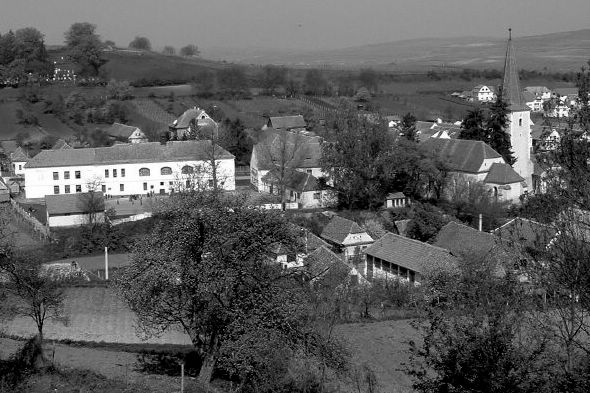
Ortskern von Seiden

Jidvei liegt im Osten des Kreises Alba, im Westen des Siebenbürgischen Beckens in einem linken Seitental am Unterlauf der Târnava Mică (Kleinen Kokel), an der Bahnstrecke Blaj–Praid. Der Ort befindet sich an der Kreisstraße (Drum județean) DJ 107, jeweils etwa 20 Kilometer nordöstlich von Blaj (Blasendorf) und südwestlich von Târnăveni (Sankt Martin) Kreis Mureș; die Kreishauptstadt Alba Iulia liegt ca. 55 Kilometer südwestlich von Jidvei entfernt.

## Geschichte
Diverse archäologische Funde (angefangen aus der Jungsteinzeit) zeigen, dass das Gebiet der Gemeinde schon lange besiedelt war.
Jidvei ist ein von Siebenbürger Sachsen gegründeter Ort. Er wurde 1309 anlässlich eines Zehntstreits – der von (siebenbürgisch)-sächsischen Dekanaten gegen das Weißenburger Domkapitel geführt wurde – zum ersten Mal urkundlich erwähnt. Verwaltungsmäßig war das Dorf zweigeteilt, der östliche Ortsteil lag auf Komitatsboden, der westliche Teil war von freien Sachsen bewohnt. Urkunden über Seiden belegen, dass 1453 König Ladislaus V. auf Vorschlag des Woiwoden J. Hunyadi der Gemeinde die Blutgerichtsbarkeit verlieh als Dank für die erwiesene Tapferkeit in der Schlacht auf dem Amselfeld gegen die Türken. Im 1699 angelegten Matrikelbuch der evangelischen Kirchengemeinde sind 76 steuerzahlende sächsische Familien registriert; 1786 wurden 1084 deutsche Bürger gezählt.
Die Hauptbeschäftigung der Bevölkerung waren der Acker- und Weinbau sowie die Viehzucht. Wegen der großen staatlichen Weinkellerei ist der Ort weit über die Landesgrenzen als Winzerdorf bekannt (siehe: Weinbau in Rumänien).

## Bevölkerung
Die Bevölkerung der Gemeinde entwickelte sich wie folgt:
| 1850 | 4.696 | 1.886 | 84  | 2.281 | 445                |
| 1900 | 5.439 | 2.503 | 278 | 2.454 | 204                |
| 1941 | 6.800 | 3.372 | 153 | 2.743 | 532                |
| 1977 | 6.720 | 4.419 | 191 | 1.696 | 414                |
| 1992 | 5.354 | 3.976 | 173 | 205   | 1.000              |
| 2002 | 5.244 | 4.245 | 145 | 96    | 785                |
| 2011 | 4.617 | 3.237 | 96  | 55    | 1.229              |
| 2021 | 5.020 | 3.145 | 96  | 62    | 1.717 (1.499 Roma) |

Die höchste Einwohnerzahl (7028) der heutigen Gemeinde wurde 1966 ermittelt; die der Rumänen (4899) 2002, der Deutschen 1941, der Ungarn 1900 und die der Roma (1499) 2021. Des Weiteren wurden 1930 und 1977 je ein Slowake, 2011 zwei Ukrainer, registriert.
Von ca. 129 Kriegsteilnehmern des Ortes fielen im Ersten Weltkrieg 20 Männer; im Zweiten Weltkrieg von ca. 194 Männern 50 Sachsen an verschiedenen Fronten. 1945 wurden 236 sächsische Frauen und Männer zur Zwangsarbeit in die Sowjetunion verschleppt, wovon 26 dabei umkamen.

## Sehenswürdigkeiten

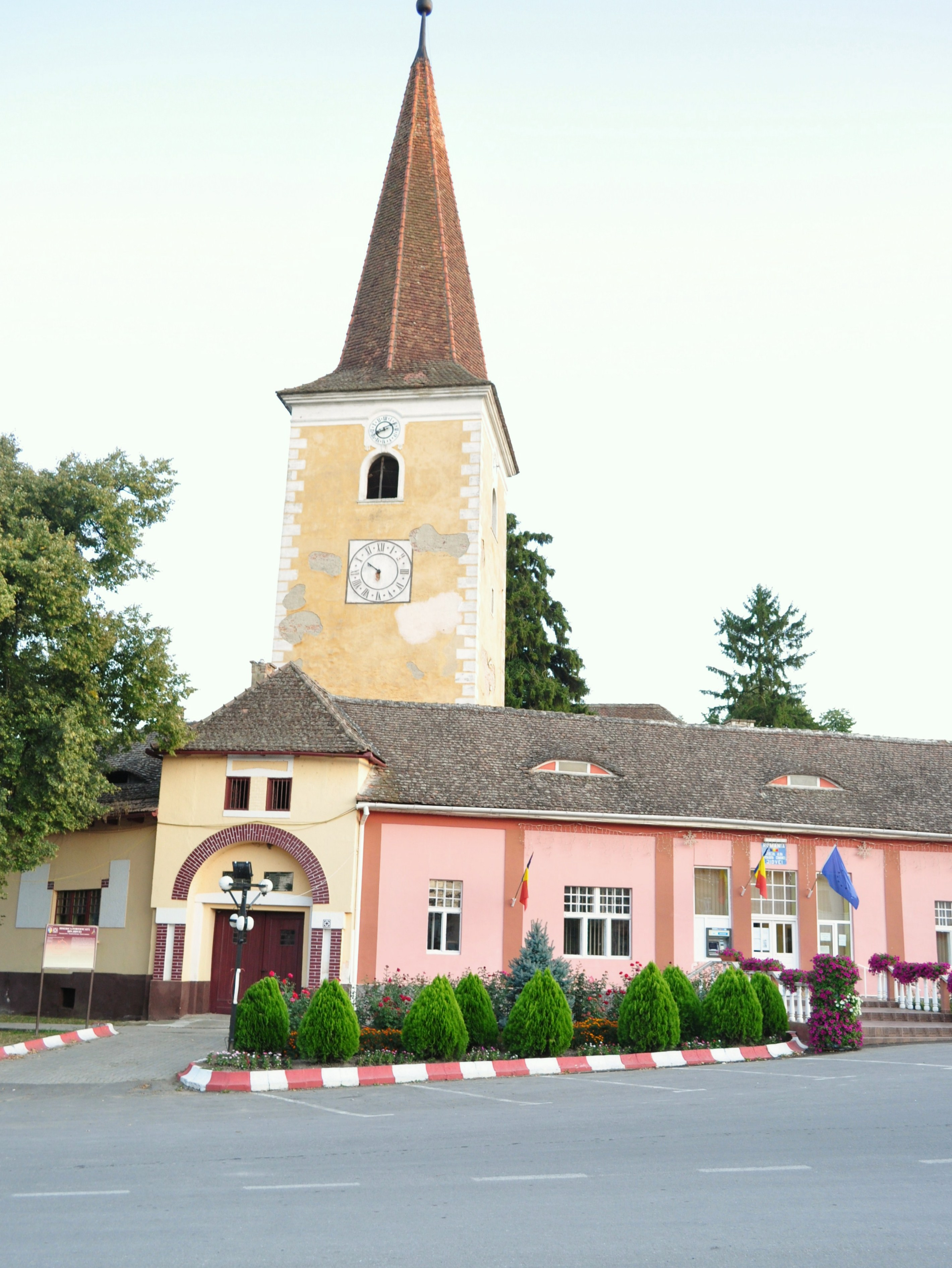
Kirchturm und Torhaus der ehemaligen Kirchenburg von Jidvei

- Die Kirchenburg, um 1500 erbaut. Die Mauern wurden im 19. Jahrhundert abgetragen, der Torturm ist erhalten geblieben. Der ehemalige gotische Altar der Kirche wurde 1795 durch einen Barockaltar ersetzt; 1797 wurde ein neuer Saal erbaut.[6] Die Kirche und die Reste der Kirchenburg stehen unter Denkmalschutz.[9]
- Die rumänisch-orthodoxe Kirche Sf. Nicolae, 2002 fertiggestellt.
- Die rumänische griechisch-katholische Heilige Dreifaltigkeitskirche, 1996 erbaut.

## Persönlichkeiten
- Hans Barth (* 1934 in Jidvei; † 2011 in Aschaffenburg), Publizist und Wissenschaftsautor